# Monooxygénase
Une monooxygénase est une oxydase à fonction mixte susceptible de former un groupe hydroxyle –OH à partir d'un atome d'oxygène appartenant à une molécule de dioxygène O2. L'autre atome d'oxygène étant réduit en eau (H2O) à l'aide de NADH ou de NADPH,. De telles enzymes interviennent sur différents substrats dans un grand nombre de voies métaboliques.